# لای چو
لای چو (به لاتین: Lai Châu) یک شهر در ویتنام است که در استان لای چو واقع شده‌است.
این شهر در سال ۲۰۱۳ میلادی ۵۲٫۵۵۷ نفر جمعیت داشته است.